# ATP-seizoen 2009
Het ATP-seizoen in 2009 bestond uit de internationale tennistoernooien, die door de ATP en ITF werden georganiseerd in het kalenderjaar 2009.
Het speelschema omvatte:
- 62 ATP-toernooien, bestaande uit de categorieën:
  - ATP World Tour Masters 1000: 9
  - ATP World Tour 500: 11
  - ATP World Tour 250: 40
  - ATP World Tour Finals: eindejaarstoernooi voor de 8 beste tennissers/dubbelteams
  - World Team Cup: landenteamtoernooi, geen ATP-punten.
- 6 ITF-toernooien, bestaande uit de:
  - 4 grandslamtoernooien;
  - Davis Cup: landenteamtoernooi;
  - Hopman Cup: landenteamtoernooi voor gemengde tenniskoppels, geen ATP-punten.

## Speelschema

### Legenda
| Grand Slams                 |
| ATP World Tour Finals       |
| ATP World Tour Masters 1000 |
| ATP World Tour 500          |
| ATP World Tour 250          |
| Toernooien voor teams       |

Codering
De codering voor het aantal deelnemers.
128S/128Q/64D/32X
- 128 deelnemers aan hoofdtoernooi (S)
- 128 aan het kwalificatietoernooi (Q)
- 64 koppels in het dubbelspel (D)
- 32 koppels in het gemengd dubbelspel (X)

Alle toernooien worden in principe buiten gespeeld, tenzij anders vermeld.
RR = groepswedstrijden, (i) = indoor

### Januari
| Week van              | Toernooi                                                                                               | Winnaar(s)                                  | Finalist(en)                            | Uitslag finale             | Details |
| --------------------- | --- | ------------------------------------------- | --------------------------------------- | -------------------------- | ------- |
| 4 januari             | Hopman Cup Perth, Australië ITF gemengd teamcompetitie AU$ 1.000.000 - hardcourt (i) - 8 teams (RR)    | Slowakije Dominik Hrbatý Dominika Cibulková | Rusland Marat Safin Dinara Safina       | 2-0                        | Details |
| 4 januari             | Brisbane International Brisbane, Australië ATP World Tour 250 $ 484.750 - hardcourt - 32S/32Q/16D      | Radek Štěpánek                              | Fernando Verdasco                       | 3-6, 6-3, 6-4              | Details |
| 4 januari             | Brisbane International Brisbane, Australië ATP World Tour 250 $ 484.750 - hardcourt - 32S/32Q/16D      | Jo-Wilfried Tsonga Marc Gicquel             | Fernando Verdasco Mischa Zverev         | 6-4, 6-3                   | Details |
| 4 januari             | Qatar ExxonMobil Open Doha, Qatar ATP World Tour 250 $ 1.110.250 - hardcourt - 32S/32Q/16D             | Andy Murray                                 | Andy Roddick                            | 6-4, 6-2                   | Details |
| 4 januari             | Qatar ExxonMobil Open Doha, Qatar ATP World Tour 250 $ 1.110.250 - hardcourt - 32S/32Q/16D             | Marc López Rafael Nadal                     | Daniel Nestor Nenad Zimonjić            | 4-6, 6-4, [10-8]           | Details |
| 4 januari             | Chennai Open Chennai, India ATP World Tour 250 $ 450.000 - hardcourt - 32S/32Q/16D                     | Marin Čilić                                 | Somdev Devvarman                        | 6-4, 7-6(3)                | Details |
| 4 januari             | Chennai Open Chennai, India ATP World Tour 250 $ 450.000 - hardcourt - 32S/32Q/16D                     | Eric Butorac Rajeev Ram                     | Jean-Claude Scherrer Stanislas Wawrinka | 6-3, 6-4                   | Details |
| 12 januari            | Heineken Open Auckland, Australië ATP World Tour 250 $ 480.750 - hardcourt - 28S/32Q/16D               | Juan Martín del Potro                       | Sam Querrey                             | 6-4, 6-4                   | Details |
| 12 januari            | Heineken Open Auckland, Australië ATP World Tour 250 $ 480.750 - hardcourt - 28S/32Q/16D               | Martin Damm Robert Lindstedt                | Scott Lipsky Leander Paes               | 7-5, 6-4                   | Details |
| 12 januari            | Medibank International Sydney Sydney, Australië ATP World Tour 250 $ 484.750 - hardcourt - 28S/32Q/16D | David Nalbandian                            | Jarkko Nieminen                         | 6-3, 6-7(9), 6-2           | Details |
| 12 januari            | Medibank International Sydney Sydney, Australië ATP World Tour 250 $ 484.750 - hardcourt - 28S/32Q/16D | Bob Bryan Mike Bryan                        | Daniel Nestor Nenad Zimonjić            | 6-1, 7-6(3)                | Details |
| 19 januari 26 januari | Australian Open Melbourne, Australië Grand Slam $ 10.142.240 - hardcourt - 128S/128Q/64D/32X           | Rafael Nadal                                | Roger Federer                           | 7-5, 3-6, 7-6(3), 3-6, 6-2 | Details |
| 19 januari 26 januari | Australian Open Melbourne, Australië Grand Slam $ 10.142.240 - hardcourt - 128S/128Q/64D/32X           | Bob Bryan Mike Bryan                        | Mahesh Bhupathi Mark Knowles            | 2-6, 7-5, 6-0              | Details |

### Februari
| Week van    | Toernooi | Winnaar(s)                       | Finalist(en)                     | Uitslag finale       | Details |
| ----------- | --- | -------------------------------- | -------------------------------- | -------------------- | ------- |
| 2 februari  | Movistar Open Viña del Mar, Chili ATP World Tour 250 $ 496.750 - gravel - 28S/24Q/16D                                                 | Fernando González                | José Acasuso                     | 6-1, 6-3             | Details |
| 2 februari  | Movistar Open Viña del Mar, Chili ATP World Tour 250 $ 496.750 - gravel - 28S/24Q/16D                                                 | Pablo Cuevas Brian Dabul         | František Čermák Michal Mertiňák | 6-3, 6-3             | Details |
| 2 februari  | PBZ Zagreb Indoors Zagreb, Kroatië ATP World Tour 250 € 450.000 - hardcourt (i) - 32S/32Q/16D                                         | Marin Čilić                      | Mario Ančić                      | 6-3, 6-4             | Details |
| 2 februari  | PBZ Zagreb Indoors Zagreb, Kroatië ATP World Tour 250 € 450.000 - hardcourt (i) - 32S/32Q/16D                                         | Martin Damm Robert Lindstedt     | Christopher Kas Rogier Wassen    | 6-4, 6-3             | Details |
| 2 februari  | SA Tennis Open Johannesburg, Zuid-Afrika ATP World Tour 250 $ 500.000 - hardcourt - 32S/16Q/16D                                       | Jo-Wilfried Tsonga               | Jérémy Chardy                    | 6-4, 7-6(5)          | Details |
| 2 februari  | SA Tennis Open Johannesburg, Zuid-Afrika ATP World Tour 250 $ 500.000 - hardcourt - 32S/16Q/16D                                       | James Cerretani Dick Norman      | Rik de Voest Ashley Fisher       | 6-7(7), 6-2, [14-12] | Details |
| 9 februari  | SAP Open San José, Verenigde Staten ATP World Tour 250 $ 600.000 - hardcourt (i) - 32S/32Q/16D                                        | Radek Štěpánek                   | Mardy Fish                       | 3-6, 6-4, 6-2        | Details |
| 9 februari  | SAP Open San José, Verenigde Staten ATP World Tour 250 $ 600.000 - hardcourt (i) - 32S/32Q/16D                                        | Tommy Haas Radek Štěpánek        | Rohan Bopanna Jarkko Nieminen    | 6-2, 6-3             | Details |
| 9 februari  | Brasil Open Costa do Sauípe, Brazilië ATP World Tour 250 $ 562.500 - gravel - 32S/26Q/16D                                             | Tommy Robredo                    | Thomaz Bellucci                  | 6-3, 3-6, 6-4        | Details |
| 9 februari  | Brasil Open Costa do Sauípe, Brazilië ATP World Tour 250 $ 562.500 - gravel - 32S/26Q/16D                                             | Marcel Granollers Tommy Robredo  | Lucas Arnold Ker Juan Mónaco     | 6-4, 7-5             | Details |
| 9 februari  | ABN AMRO World Tennis Tournament Rotterdam, Nederland ATP World Tour 500 € 1.445.000 - hardcourt (i) - 32S/16Q/16D                    | Andy Murray                      | Rafael Nadal                     | 6-3, 4-6, 6-0        | Details |
| 9 februari  | ABN AMRO World Tennis Tournament Rotterdam, Nederland ATP World Tour 500 € 1.445.000 - hardcourt (i) - 32S/16Q/16D                    | Daniel Nestor Nenad Zimonjić     | Leander Paes Lukáš Dlouhý        | 6-2, 7-5             | Details |
| 16 februari | Open 13 Marseille, Frankrijk ATP World Tour 250 € 576.000 - hardcourt (i) - 32S/32Q/16D                                               | Jo-Wilfried Tsonga               | Michaël Llodra                   | 7-5, 7-6(3)          | Details |
| 16 februari | Open 13 Marseille, Frankrijk ATP World Tour 250 € 576.000 - hardcourt (i) - 32S/32Q/16D                                               | Arnaud Clément Michaël Llodra    | Julian Knowle Andy Ram           | 3-6, 6-3, [10-8]     | Details |
| 16 februari | Copa Telmex Buenos Aires, Argentinië ATP World Tour 250 $ 600.000 - gravel - 32S/32Q/16D                                              | Tommy Robredo                    | Juan Mónaco                      | 7-5, 2-6, 7-6(5)     | Details |
| 16 februari | Copa Telmex Buenos Aires, Argentinië ATP World Tour 250 $ 600.000 - gravel - 32S/32Q/16D                                              | Marcel Granollers Alberto Martín | Nicolás Almagro Santiago Ventura | 6-3, 5-7, [10-8]     | Details |
| 16 februari | Regions Morgan Keegan Championships Memphis, Verenigde Staten ATP World Tour 500 $ 1.226.500 - hardcourt (i) - 32S/16Q/16D            | Andy Roddick                     | Radek Štěpánek                   | 7-5, 7-5             | Details |
| 16 februari | Regions Morgan Keegan Championships Memphis, Verenigde Staten ATP World Tour 500 $ 1.226.500 - hardcourt (i) - 32S/16Q/16D            | Mardy Fish Mark Knowles          | Travis Parrott Filip Polášek     | 7-6(7), 6-1          | Details |
| 23 februari | Delray Beach International Tennis Championships Delray Beach, Verenigde Staten ATP World Tour 250 $ 500.000 - hardcourt - 32S/32Q/16D | Mardy Fish                       | Evgeny Korolev                   | 7-5, 6-3             | Details |
| 23 februari | Delray Beach International Tennis Championships Delray Beach, Verenigde Staten ATP World Tour 250 $ 500.000 - hardcourt - 32S/32Q/16D | Bob Bryan Mike Bryan             | Marcelo Melo André Sá            | 6-4, 6-4             | Details |
| 23 februari | Barclays Dubai Tennis Championships Dubai, Verenigde Arabische Emiraten ATP World Tour 500 $ 2.233.000 - hardcourt - 32S/16Q/16D      | Novak Đoković                    | David Ferrer                     | 7-5, 6-3             | Details |
| 23 februari | Barclays Dubai Tennis Championships Dubai, Verenigde Arabische Emiraten ATP World Tour 500 $ 2.233.000 - hardcourt - 32S/16Q/16D      | Rik de Voest Dmitri Toersoenov   | Martin Damm Robert Lindstedt     | 4-6, 6-3, [10-5]     | Details |
| 23 februari | Abierto Mexicano Telcel Acapulco, Mexico ATP World Tour 500 $ 1.226.500 - gravel - 32S/16Q/16D                                        | Nicolás Almagro                  | Gaël Monfils                     | 6-4, 6-4             | Details |
| 23 februari | Abierto Mexicano Telcel Acapulco, Mexico ATP World Tour 500 $ 1.226.500 - gravel - 32S/16Q/16D                                        | František Čermák Michal Mertiňák | Łukasz Kubot Oliver Marach       | 4-6, 6-4, [10-7]     | Details |

### Maart
| Week van          | Toernooi                                                                                                  | Winnaar(s)              | Finalist(en)               | Uitslag finale      | Details |
| ----------------- | --- | ----------------------- | -------------------------- | ------------------- | ------- |
| 2 maart           | Davis Cup (1e ronde)                                                                                      |                         |                            |                     | Details |
| 12 maart 16 maart | BNP Paribas Open Indian Wells, Verenigde Staten ATP World Tour 1000 $ 3.645.000 - hardcourt - 96S/48Q/32D | Rafael Nadal            | Andy Murray                | 6-1, 6-2            | Details |
| 12 maart 16 maart | BNP Paribas Open Indian Wells, Verenigde Staten ATP World Tour 1000 $ 3.645.000 - hardcourt - 96S/48Q/32D | Mardy Fish Andy Roddick | Maks Mirni Andy Ram        | 3-6, 6-1, [14-12]   | Details |
| 25 maart 30 maart | Sony Ericsson Open Miami, Verenigde Staten ATP World Tour 1000 $ 3.645.000 - hardcourt - 96S/48Q/32D      | Andy Murray             | Novak Đoković              | 6-2, 7-5            | Details |
| 25 maart 30 maart | Sony Ericsson Open Miami, Verenigde Staten ATP World Tour 1000 $ 3.645.000 - hardcourt - 96S/48Q/32D      | Maks Mirni Andy Ram     | Ashley Fisher Stephen Huss | 6-7(4), 6-2, [10-7] | Details |

### April
| Week van | Toernooi | Winnaar(s)                   | Finalist(en)                 | Uitslag finale      | Details |
| -------- | --- | ---------------------------- | ---------------------------- | ------------------- | ------- |
| 6 april  | Grand Prix Hassan II Casablanca, Marokko ATP World Tour 250 € 450.000 - gravel - 32S/28Q/16D                                      | Juan Carlos Ferrero          | Florent Serra                | 6-4, 7-5            | Details |
| 6 april  | Grand Prix Hassan II Casablanca, Marokko ATP World Tour 250 € 450.000 - gravel - 32S/28Q/16D                                      | Łukasz Kubot Oliver Marach   | Simon Aspelin Paul Hanley    | 7-6(4), 3-6, [10-6] | Details |
| 6 april  | U.S. Men's Clay Court Championships Houston, Verenigde Staten ATP World Tour 250 € 500.000 - gravel (kastanjebruin) - 32S/28Q/16D | Lleyton Hewitt               | Wayne Odesnik                | 6-2, 7-5            | Details |
| 6 april  | U.S. Men's Clay Court Championships Houston, Verenigde Staten ATP World Tour 250 € 500.000 - gravel (kastanjebruin) - 32S/28Q/16D | Bob Bryan Mike Bryan         | Jesse Levine Ryan Sweeting   | 6-1, 6-2            | Details |
| 13 april | Monte Carlo Rolex Masters Monte Carlo, Monaco ATP World Tour 1000 € 2.750.000 - gravel - 56S/28Q/24D                              | Rafael Nadal                 | Novak Đoković                | 6-3, 2-6, 6-1       | Details |
| 13 april | Monte Carlo Rolex Masters Monte Carlo, Monaco ATP World Tour 1000 € 2.750.000 - gravel - 56S/28Q/24D                              | Daniel Nestor Nenad Zimonjić | Bob Bryan Mike Bryan         | 6-4, 6-1            | Details |
| 20 april | Barcelona Open Banco Sabadell Barcelona, Spanje ATP World Tour 500 € 1.995.000 - gravel - 56S/28Q/24D                             | Rafael Nadal                 | David Ferrer                 | 6-2, 7-5            | Details |
| 20 april | Barcelona Open Banco Sabadell Barcelona, Spanje ATP World Tour 500 € 1.995.000 - gravel - 56S/28Q/24D                             | Daniel Nestor Nenad Zimonjić | Mahesh Bhupathi Mark Knowles | 6-3, 7-6(9)         | Details |
| 27 april | Internazionali BNL d'Italia Rome, Italië ATP World Tour 1000 € 2.750.000 - gravel - 56S/28Q/24D                                   | Rafael Nadal                 | Novak Đoković                | 7-6(2), 6-2         | Details |
| 27 april | Internazionali BNL d'Italia Rome, Italië ATP World Tour 1000 € 2.750.000 - gravel - 56S/28Q/24D                                   | Daniel Nestor Nenad Zimonjić | Bob Bryan Mike Bryan         | 7-6(5), 6-3         | Details |

### Mei
| Week van      | Toernooi | Winnaar(s)                   | Finalist(en)                      | Uitslag finale      | Details |
| ------------- | --- | ---------------------------- | --------------------------------- | ------------------- | ------- |
| 3 mei         | Estoril Open Estoril, Portugal ATP World Tour 250 € 450.000 - gravel - 32S/32Q/16D                            | Albert Montañés              | James Blake                       | 5-7, 7-6(6), 6-0    | Details |
| 3 mei         | Estoril Open Estoril, Portugal ATP World Tour 250 € 450.000 - gravel - 32S/32Q/16D                            | Eric Butorac Scott Lipsky    | Martin Damm Robert Lindstedt      | 6-3, 6-2            | Details |
| 3 mei         | Serbia Open Belgrado, Servië ATP World Tour 250 € 500.000 - gravel - 28S/29Q/16D                              | Novak Đoković                | Łukasz Kubot                      | 6-0, 7-6(0)         | Details |
| 3 mei         | Serbia Open Belgrado, Servië ATP World Tour 250 € 500.000 - gravel - 28S/29Q/16D                              | Łukasz Kubot Oliver Marach   | Johan Brunström Jean-Julien Rojer | 6-2, 7-6(3)         | Details |
| 3 mei         | BMW Open München, Duitsland ATP World Tour 250 € 450.000 - gravel - 32S/32Q/16D                               | Tomáš Berdych                | Michail Joezjny                   | 6-4, 4-6, 7-6(5)    | Details |
| 3 mei         | BMW Open München, Duitsland ATP World Tour 250 € 450.000 - gravel - 32S/32Q/16D                               | Jan Hernych Ivo Minář        | Ashley Fisher Jordan Kerr         | 6-4, 6-4            | Details |
| 10 mei        | Mutua Madrileña Madrid Open Madrid, Spanje ATP World Tour 1000 € 3.700.000 - gravel - 56S/28Q/24D             | Roger Federer                | Rafael Nadal                      | 6-4, 6-4            | Details |
| 10 mei        | Mutua Madrileña Madrid Open Madrid, Spanje ATP World Tour 1000 € 3.700.000 - gravel - 56S/28Q/24D             | Daniel Nestor Nenad Zimonjić | Simon Aspelin Wesley Moodie       | 6-4, 6-4            | Details |
| 17 mei        | Interwetten Austrian Open Kitzbühel Kitzbühel, Oostenrijk ATP World Tour 250 € 450.000 - gravel - 32S/31Q/16D | Guillermo García López       | Julien Benneteau                  | 3-6, 7-6(1), 6-3    | Details |
| 17 mei        | Interwetten Austrian Open Kitzbühel Kitzbühel, Oostenrijk ATP World Tour 250 € 450.000 - gravel - 32S/31Q/16D | Marcelo Melo André Sá        | Andrei Pavel Horia Tecău          | 6-7(9), 6-2, [10-7] | Details |
| 17 mei        | ARAG World Team Cup Düsseldorf, Duitsland ATP World Team Championship € 1.351.000 - gravel - 8 teams (RR)     | Servië                       | Duitsland                         | 2-1                 | Details |
| 24 mei 1 juni | Roland Garros Parijs, Frankrijk Grand Slam € 16.150.460 - gravel - 128S/128Q/64D/32X                          | Roger Federer                | Robin Söderling                   | 6-1, 7-6(1), 6-4    | Details |
| 24 mei 1 juni | Roland Garros Parijs, Frankrijk Grand Slam € 16.150.460 - gravel - 128S/128Q/64D/32X                          | Lukáš Dlouhý Leander Paes    | Wesley Moodie Dick Norman         | 3-6, 6-3, 6-2       | Details |

### Juni
| Week van        | Toernooi                                                                                              | Winnaar(s)                            | Finalist(en)                      | Uitslag finale                  | Details |
| --------------- | --- | ------------------------------------- | --------------------------------- | ------------------------------- | ------- |
| 8 juni          | AEGON Championships Londen, Verenigd Koninkrijk ATP World Tour 250 € 750.000 - gras - 56S/32Q/24D     | Andy Murray                           | James Blake                       | 7-5, 6-4                        | Details |
| 8 juni          | AEGON Championships Londen, Verenigd Koninkrijk ATP World Tour 250 € 750.000 - gras - 56S/32Q/24D     | Wesley Moodie Michail Joezjny         | Marcelo Melo André Sá             | 6-4, 4-6, [10-6]                | Details |
| 8 juni          | Gerry Weber Open Halle, Duitsland ATP World Tour 250 € 750.000 - gras - 32S/32Q/16D                   | Tommy Haas                            | Novak Đoković                     | 6-3, 6-7(4), 6-1                | Details |
| 8 juni          | Gerry Weber Open Halle, Duitsland ATP World Tour 250 € 750.000 - gras - 32S/32Q/16D                   | Christopher Kas Philipp Kohlschreiber | Andreas Beck Marco Chiudinelli    | 6-3, 6-4                        | Details |
| 14 juni         | AEGON International Eastbourne, Verenigd Koninkrijk ATP World Tour 250 € 450.000 - gras - 32S/23Q/16D | Dmitri Toersoenov                     | Frank Dancevic                    | 6-3, 7-6(5)                     | Details |
| 14 juni         | AEGON International Eastbourne, Verenigd Koninkrijk ATP World Tour 250 € 450.000 - gras - 32S/23Q/16D | Mariusz Fyrstenberg Marcin Matkowski  | Travis Parrott Filip Polášek      | 6-4, 6-4                        | Details |
| 14 juni         | Ordina Open Rosmalen, Nederland ATP World Tour 250 € 450.000 - gras - 32S/29Q/16D                     | Benjamin Becker                       | Raemon Sluiter                    | 7-5, 6-3                        | Details |
| 14 juni         | Ordina Open Rosmalen, Nederland ATP World Tour 250 € 450.000 - gras - 32S/29Q/16D                     | Wesley Moodie Dick Norman             | Johan Brunström Jean-Julien Rojer | 7-6(3), 6-7(8), [10-5]          | Details |
| 22 juni 29 juni | Wimbledon Londen, Verenigd Koninkrijk Grand Slam £ 12.550.000 - gras - 128S/128Q/64D/16Q/48X          | Roger Federer                         | Andy Roddick                      | 5-7, 7-6(6), 7-6(5), 3-6, 16-14 | Details |
| 22 juni 29 juni | Wimbledon Londen, Verenigd Koninkrijk Grand Slam £ 12.550.000 - gras - 128S/128Q/64D/16Q/48X          | Daniel Nestor Nenad Zimonjić          | Bob Bryan Mike Bryan              | 7-6(7), 6-7(3), 7-6(3), 6-3     | Details |

### Juli
| Week van | Toernooi | Winnaar(s)                       | Finalist(en)                      | Uitslag finale         | Details |
| -------- | --- | -------------------------------- | --------------------------------- | ---------------------- | ------- |
| 6 juli   | Campbell's Hall of Fame Tennis Champs Newport, Verenigde staten ATP World Tour 250 € 500.000 - gras - 32S/26Q/16D       | Rajeev Ram                       | Sam Querrey                       | 6-7(3), 7-5, 6-3       | Details |
| 6 juli   | Campbell's Hall of Fame Tennis Champs Newport, Verenigde staten ATP World Tour 250 € 500.000 - gras - 32S/26Q/16D       | Rajeev Ram Jordan Kerr           | Rogier Wassen Michael Kohlmann    | 6-7(6), 7-6(7), [10-6] | Details |
| 6 juli   | Davis Cup (kwartfinale)                                                                                                 |                                  |                                   |                        | Details |
| 13 juli  | Catella Swedish Open Båstad, Zweden ATP World Tour 250 € 450.000 - gravel - 28S/29Q/16D                                 | Robin Söderling                  | Juan Mónaco                       | 6-3, 7-6(4)            | Details |
| 13 juli  | Catella Swedish Open Båstad, Zweden ATP World Tour 250 € 450.000 - gravel - 28S/29Q/16D                                 | Jaroslav Levinský Filip Polášek  | Robert Lindstedt Robin Söderling  | 1-6, 6-3, [10-7]       | Details |
| 13 juli  | MercedesCup Stuttgart, Duitsland ATP World Tour 250 € 450.000 - gravel - 32S/18Q/16D                                    | Jérémy Chardy                    | Victor Hănescu                    | 1-6, 6-3, 6-4          | Details |
| 13 juli  | MercedesCup Stuttgart, Duitsland ATP World Tour 250 € 450.000 - gravel - 32S/18Q/16D                                    | František Čermák Michal Mertiňák | Victor Hănescu Horia Tecău        | 7-5, 6-4               | Details |
| 20 juli  | Indianapolis Tennis Championships Indianapolis, Verenigde staten ATP World Tour 250 $ 600.000 - hardcourt - 32S/26Q/16D | Robby Ginepri                    | Sam Querrey                       | 6-2, 6-4               | Details |
| 20 juli  | Indianapolis Tennis Championships Indianapolis, Verenigde staten ATP World Tour 250 $ 600.000 - hardcourt - 32S/26Q/16D | Ernests Gulbis Dmitri Toersoenov | Ashley Fisher Jordan Kerr         | 6-4, 3-6, [11-9]       | Details |
| 20 juli  | International German Open Hamburg, Duitsland ATP World Tour 500 € 1.115.000 - gravel - 48S/22Q/16D                      | Nikolaj Davydenko                | Paul-Henri Mathieu                | 6-4, 6-2               | Details |
| 20 juli  | International German Open Hamburg, Duitsland ATP World Tour 500 € 1.115.000 - gravel - 48S/22Q/16D                      | Simon Aspelin Paul Hanley        | Marcelo Melo Filip Polášek        | 6-3, 6-3               | Details |
| 27 juli  | Allianz Suisse Open Gstaad Gstaad, Zwitserland ATP World Tour 250 € 450.000 - gravel - 32S/24Q/16D                      | Thomaz Bellucci                  | Andreas Beck                      | 6-4, 7-6(2)            | Details |
| 27 juli  | Allianz Suisse Open Gstaad Gstaad, Zwitserland ATP World Tour 250 € 450.000 - gravel - 32S/24Q/16D                      | Michael Lammer Marco Chiudinelli | Jaroslav Levinský Filip Polášek   | 7-5, 6-3               | Details |
| 27 juli  | LA Tennis Open Los Angeles, Verenigde Staten ATP World Tour 250 $ 700.000 - hardcourt - 28S/32Q/16D                     | Sam Querrey                      | Carsten Ball                      | 6-4, 3-6, 6-1          | Details |
| 27 juli  | LA Tennis Open Los Angeles, Verenigde Staten ATP World Tour 250 $ 700.000 - hardcourt - 28S/32Q/16D                     | Mike Bryan Bob Bryan             | Benjamin Becker Frank Moser       | 6-4, 7-6(2)            | Details |
| 27 juli  | ATP Studena Croatia Open Umag Umag, Kroatië ATP World Tour 250 € 450.000 - gravel - 32S/26Q/16D                         | Nikolaj Davydenko                | Juan Carlos Ferrero               | 6-3, 6-0               | Details |
| 27 juli  | ATP Studena Croatia Open Umag Umag, Kroatië ATP World Tour 250 € 450.000 - gravel - 32S/26Q/16D                         | František Čermák Michal Mertiňák | Johan Brunström Jean-Julien Rojer | 6-4, 6-4               | Details |

### Augustus
| Week van                | Toernooi | Winnaar(s)                      | Finalist(en)                         | Uitslag finale                | Details |
| ----------------------- | --- | ------------------------------- | ------------------------------------ | ----------------------------- | ------- |
| 3 augustus              | Legg Mason Tennis Classic Washington D.C., Verenigde Staten ATP World Tour 500 $ 1.402.000 - hardcourt - 48S/24Q/16D | Juan Martín del Potro           | Andy Roddick                         | 3-6, 7-5, 7-6(6)              | Details |
| 3 augustus              | Legg Mason Tennis Classic Washington D.C., Verenigde Staten ATP World Tour 500 $ 1.402.000 - hardcourt - 48S/24Q/16D | Martin Damm Robert Lindstedt    | Mariusz Fyrstenberg Marcin Matkowski | 7-5, 7-6(3)                   | Details |
| 10 augustus             | Rogers Cup Montreal, Canada ATP World Tour 1000 $ 3.000.000 - hardcourt - 56S/28Q/24D                                | Andy Murray                     | Juan Martín del Potro                | 6-7(4), 7-6(3), 6-1           | Details |
| 10 augustus             | Rogers Cup Montreal, Canada ATP World Tour 1000 $ 3.000.000 - hardcourt - 56S/28Q/24D                                | Mahesh Bhupathi Mark Knowles    | Maks Mirni Andy Ram                  | 6-4, 6-3                      | Details |
| 17 augustus             | W&S Financial Group Masters Cincinnati, Verenigde Staten ATP World Tour 1000 $ 3.000.000 - hardcourt - 56S/28Q/24D   | Roger Federer                   | Novak Đoković                        | 6-1, 7-5                      | Details |
| 17 augustus             | W&S Financial Group Masters Cincinnati, Verenigde Staten ATP World Tour 1000 $ 3.000.000 - hardcourt - 56S/28Q/24D   | Daniel Nestor Nenad Zimonjić    | Bob Bryan Mike Bryan                 | 3-6, 7-6(2), [15-13]          | Details |
| 24 augustus             | Pilot Pen Tennis New Haven, Verenigde Staten ATP World Tour 250 $ 750.000 - hardcourt - 48S/32Q/16D                  | Fernando Verdasco               | Sam Querrey                          | 6-4, 7-6(6)                   | Details |
| 24 augustus             | Pilot Pen Tennis New Haven, Verenigde Staten ATP World Tour 250 $ 750.000 - hardcourt - 48S/32Q/16D                  | Julian Knowle Jürgen Melzer     | Bruno Soares Kevin Ullyett           | 6-4, 7-6(3)                   | Details |
| 31 augustus 7 september | US Open New York, Verenigde Staten Grand Slam $ 21.600.000 - hardcourt - 128S/128Q/64D/32X                           | Juan Martín del Potro           | Roger Federer                        | 3-6, 7-6(5), 4-6, 7-6(4), 6-2 | Details |
| 31 augustus 7 september | US Open New York, Verenigde Staten Grand Slam $ 21.600.000 - hardcourt - 128S/128Q/64D/32X                           | Lukáš Dlouhý Leander Paes       | Mahesh Bhupathi Mark Knowles         | 3-6, 6-3, 6-2                 | Details |
| 31 augustus 7 september | US Open New York, Verenigde Staten Grand Slam $ 21.600.000 - hardcourt - 128S/128Q/64D/32X                           | Travis Parrott Carly Gullickson | Leander Paes Cara Black              | 6-2, 6-4                      | Details |

### September
| Week van     | Toernooi                                                                                         | Winnaar(s)                           | Finalist(en)                         | Uitslag finale   | Details |
| ------------ | ------------------------------------------------------------------------------------------------ | ------------------------------------ | ------------------------------------ | ---------------- | ------- |
| 14 september | Davis Cup (halve finale)                                                                         |                                      |                                      |                  | Details |
| 21 september | BCR Open Romania Boekarest, Roemenië ATP World Tour 250 $ 450.000 - gravel - 32S/32Q/16D         | Albert Montañés                      | Juan Mónaco                          | 7-6(2), 7-6(6)   | Details |
| 21 september | BCR Open Romania Boekarest, Roemenië ATP World Tour 250 $ 450.000 - gravel - 32S/32Q/16D         | František Čermák Michal Mertiňák     | Johan Brunström Jean-Julien Rojer    | 6-2, 6-4         | Details |
| 21 september | Open de Moselle Metz, Frankrijk ATP World Tour 250 $ 450.000 - hardcourt (i) - 28S/21Q/16D       | Gaël Monfils                         | Philipp Kohlschreiber                | 7-6(1), 3-6, 6-2 | Details |
| 21 september | Open de Moselle Metz, Frankrijk ATP World Tour 250 $ 450.000 - hardcourt (i) - 28S/21Q/16D       | Colin Fleming Ken Skupski            | Arnaud Clément Michaël Llodra        | 2-6, 6-4, [10-5] | Details |
| 28 september | PTT Thailand Open Bangkok, Thailand ATP World Tour 250 $ 608.500 - hardcourt (i) - 28S/32Q/16D   | Gilles Simon                         | Viktor Troicki                       | 7-5, 6-3         | Details |
| 28 september | PTT Thailand Open Bangkok, Thailand ATP World Tour 250 $ 608.500 - hardcourt (i) - 28S/32Q/16D   | Eric Butorac Rajeev Ram              | Guillermo García López Mischa Zverev | 7-6(4), 6-3      | Details |
| 28 september | Malaysian Open Kuala Lumpur, Maleisië ATP World Tour 250 $ 850.000 - hardcourt (i) - 28S/32S/16D | Nikolaj Davydenko                    | Fernando Verdasco                    | 6-4, 7-5         | Details |
| 28 september | Malaysian Open Kuala Lumpur, Maleisië ATP World Tour 250 $ 850.000 - hardcourt (i) - 28S/32S/16D | Mariusz Fyrstenberg Marcin Matkowski | Igor Koenitsyn Jaroslav Levinský     | 6-2, 6-1         | Details |

### Oktober
| Week van   | Toernooi | Winnaar(s)                          | Finalist(en)                         | Uitslag finale      | Details |
| ---------- | --- | ----------------------------------- | ------------------------------------ | ------------------- | ------- |
| 5 oktober  | China Open Peking, China ATP World Tour 500 $ 3.337.000 - hardcourt - 32S/16Q/16D                                      | Novak Đoković                       | Marin Čilić                          | 6-2, 7-6(4)         | Details |
| 5 oktober  | China Open Peking, China ATP World Tour 500 $ 3.337.000 - hardcourt - 32S/16Q/16D                                      | Bob Bryan Mike Bryan                | Mark Knowles Andy Roddick            | 6-4, 6-2            | Details |
| 5 oktober  | Rakuten Japan Open Tokio, Japan ATP World Tour 500 $ 1.226.500 - hardcourt - 32S/16Q/16D                               | Jo-Wilfried Tsonga                  | Michail Joezjny                      | 6-3, 6-3            | Details |
| 5 oktober  | Rakuten Japan Open Tokio, Japan ATP World Tour 500 $ 1.226.500 - hardcourt - 32S/16Q/16D                               | Julian Knowle Jürgen Melzer         | Ross Hutchins Jordan Kerr            | 6-2, 5-7, [10-8]    | Details |
| 12 oktober | Shanghai ATP Masters 1000 presented by Rolex Shanghai, China ATP World Tour 1000 $ 5.250.000 - hardcourt - 56S/28Q/24D | Nikolaj Davydenko                   | Rafael Nadal                         | 7-6(3), 6-3         | Details |
| 12 oktober | Shanghai ATP Masters 1000 presented by Rolex Shanghai, China ATP World Tour 1000 $ 5.250.000 - hardcourt - 56S/28Q/24D | Julien Benneteau Jo-Wilfried Tsonga | Mariusz Fyrstenberg Marcin Matkowski | 6-2, 6-4            | Details |
| 19 oktober | If Stockholm Open Stockholm, Zweden ATP World Tour 250 € 600.000 - hardcourt (i) - 32S/32Q/16D                         | Marcos Baghdatis                    | Olivier Rochus                       | 6-1, 7-5            | Details |
| 19 oktober | If Stockholm Open Stockholm, Zweden ATP World Tour 250 € 600.000 - hardcourt (i) - 32S/32Q/16D                         | Bruno Soares Kevin Ullyett          | Simon Aspelin Paul Hanley            | 6-4, 7-6(4)         | Details |
| 19 oktober | Kremlin Cup Moskou, Rusland ATP World Tour 250 $ 1.080.500 - hardcourt (i) - 32S/32Q/16D                               | Michail Joezjny                     | Janko Tipsarević                     | 6-7(5), 6-0, 6-4    | Details |
| 19 oktober | Kremlin Cup Moskou, Rusland ATP World Tour 250 $ 1.080.500 - hardcourt (i) - 32S/32Q/16D                               | Pablo Cuevas Marcel Granollers      | František Čermák Michal Mertiňák     | 4-6, 7-5, [10-8]    | Details |
| 26 oktober | St. Petersburg Open Sint-Petersburg, Rusland ATP World Tour 250 $ 750.000 - hardcourt (i) - 32S/32Q/16D                | Serhij Stachovsky                   | Horacio Zeballos                     | 2-6, 7-6(8), 7-6(7) | Details |
| 26 oktober | St. Petersburg Open Sint-Petersburg, Rusland ATP World Tour 250 $ 750.000 - hardcourt (i) - 32S/32Q/16D                | Colin Fleming Ken Skupski           | Jérémy Chardy Richard Gasquet        | 2-6, 7-5, [10-4]    | Details |
| 26 oktober | Grand Prix de Tennis de Lyon Lyon, Frankrijk ATP World Tour 250 $ 766.750 - hardcourt (i) - 32S/32Q/16D                | Ivan Ljubičić                       | Michaël Llodra                       | 7-5, 6-3            | Details |
| 26 oktober | Grand Prix de Tennis de Lyon Lyon, Frankrijk ATP World Tour 250 $ 766.750 - hardcourt (i) - 32S/32Q/16D                | Julien Benneteau Nicolas Mahut      | Arnaud Clément Sébastien Grosjean    | 6-4, 7-6(6)         | Details |
| 26 oktober | Bank Austria-TennisTrophy Wenen, Oostenrijk ATP World Tour 250 $ 650.000 - hardcourt (i) - 32S/32Q/16D                 | Jürgen Melzer                       | Marin Čilić                          | 6-4, 6-3            | Details |
| 26 oktober | Bank Austria-TennisTrophy Wenen, Oostenrijk ATP World Tour 250 $ 650.000 - hardcourt (i) - 32S/32Q/16D                 | Łukasz Kubot Oliver Marach          | Julian Knowle Jürgen Melzer          | 2-6, 6-4, [11-9]    | Details |

### November
| Week van    | Toernooi | Winnaar(s)                          | Finalist(en)                    | Uitslag finale   | Details       |
| ----------- | --- | ----------------------------------- | ------------------------------- | ---------------- | ------------- |
| 2 november  | Valencia Open 500 Valencia, Spanje ATP World Tour 500 € 2.019.000 - hardcourt (i) - 32S/32Q/16D                | Andy Murray                         | Michail Joezjny                 | 6-3, 6-2         | Details       |
| 2 november  | Valencia Open 500 Valencia, Spanje ATP World Tour 500 € 2.019.000 - hardcourt (i) - 32S/32Q/16D                | František Čermák Michal Mertiňák    | Marcel Granollers Tommy Robredo | 6-4, 6-3         | Details       |
| 2 november  | Davidoff Swiss Indoors Bazel, Zwitserland ATP World Tour 500 € 1.755.000 - hardcourt (i) - 32S/32Q/16D         | Novak Đoković                       | Roger Federer                   | 6-4, 4-6, 6-2    | Details       |
| 2 november  | Davidoff Swiss Indoors Bazel, Zwitserland ATP World Tour 500 € 1.755.000 - hardcourt (i) - 32S/32Q/16D         | Daniel Nestor Nenad Zimonjić        | Bob Bryan Mike Bryan            | 6-2, 6-3         | Details       |
| 9 november  | BNP Paribas Masters Parijs, Frankrijk ATP World Tour 1000 $ 5.250.000 - hardcourt (i) - 48S/24Q/24D            | Novak Đoković                       | Gaël Monfils                    | 6-2, 5-7, 7-6(3) | Details       |
| 9 november  | BNP Paribas Masters Parijs, Frankrijk ATP World Tour 1000 $ 5.250.000 - hardcourt (i) - 48S/24Q/24D            | Daniel Nestor Nenad Zimonjić        | Marcel Granollers Tommy Robredo | 6-3, 6-4         | Details       |
| 16 november | Geen toernooi                                                                                                  | Geen toernooi                       | Geen toernooi                   | Geen toernooi    | Geen toernooi |
| 23 november | BNP Paribas Masters Londen, Verenigd Koninkrijk ATP World Tour Finals $ 5.000.000 - hardcourt (i) - 8S/8D (RR) | Nikolaj Davydenko                   | Juan Martín del Potro           | 6-3, 6-4         | Details       |
| 23 november | BNP Paribas Masters Londen, Verenigd Koninkrijk ATP World Tour Finals $ 5.000.000 - hardcourt (i) - 8S/8D (RR) | Julien Benneteau Jo-Wilfried Tsonga | Marcel Granollers Tommy Robredo | 7-6(5), 6-3      | Details       |
| 30 november | Davis Cup (finale)                                                                                             | Spanje                              | Tsjechië                        | 5-0              | Details       |

### December
Er zijn geen toernooien in deze maand.

## Overzicht ondergronden
| Januari                  | Januari | Januari | Januari | Januari | Februari | Februari | Februari | Februari | Maart | Maart | Maart | Maart | April | April | April | April | April | Mei | Mei | Mei | Mei | Juni | Juni | Juni | Juni | Juli | Juli | Juli | Juli | Juli | Augustus | Augustus | Augustus | Augustus | September | September | September | September | Oktober | Oktober | Oktober | Oktober | Oktober | November | November | November | November | December | December | December | December | December |
| ↓ Hardcourt (29 weken) ↓ |         |         |         |         |          |          |          |          |       |       |       |       |       |       |       |       |       |     |     |     |     |      |      |      |      |      |      |      |      |      |          |          |          |          |           |           |           |           |         |         |         |         |         |          |          |          |          |          |          |          |          |          |
|                          |         |         |         |         |          |          |          |          |       |       |       |       |       |       |       |       |       |     |     |     |     |      |      |      |      |      |      |      |      |      |          |          |          |          |           |           |           |           |         |         |         |         |         |          |          |          |          |          |          |          |          |          |
| ↓ Gravel (17 weken) ↓    |         |         |         |         |          |          |          |          |       |       |       |       |       |       |       |       |       |     |     |     |     |      |      |      |      |      |      |      |      |      |          |          |          |          |           |           |           |           |         |         |         |         |         |          |          |          |          |          |          |          |          |          |
|                          |         |         |         |         |          |          |          |          |       |       |       |       |       |       |       |       |       |     |     |     |     |      |      |      |      |      |      |      |      |      |          |          |          |          |           |           |           |           |         |         |         |         |         |          |          |          |          |          |          |          |          |          |
| ↓ Gras (5 weken) ↓       |         |         |         |         |          |          |          |          |       |       |       |       |       |       |       |       |       |     |     |     |     |      |      |      |      |      |      |      |      |      |          |          |          |          |           |           |           |           |         |         |         |         |         |          |          |          |          |          |          |          |          |          |
|                          |         |         |         |         |          |          |          |          |       |       |       |       |       |       |       |       |       |     |     |     |     |      |      |      |      |      |      |      |      |      |          |          |          |          |           |           |           |           |         |         |         |         |         |          |          |          |          |          |          |          |          |          |

|  | = Grandslamtoernooi |  | = Davis Cup (ondergrond bepaald door thuisspelend land) |

## Statistieken toernooien

### Toernooien per ondergrond
| Ondergrond   | Aantal | Buiten/binnen | Aantal |
| ------------ | ------ | ------------- | ------ |
| Hardcourt    | 39     | Buiten        | 21     |
| Hardcourt    | 39     | Binnen        | 18     |
| Gravel       | 22     | Buiten        | 22     |
| Gravel       | 22     | Binnen        | 0      |
| Tapijt       | 0      | Binnen        | 0      |
| Gras         | 6      | Buiten        | 6      |
| Verschillend | 1      | Verschillend  | 1      |
| Totaal       | 68     |               |        |

## Ranking

### Enkelspel

#### Begin van het seizoen
| Association of Tennis Professionals (ATP) Top 20 herenenkel per 29 december 2008 | Association of Tennis Professionals (ATP) Top 20 herenenkel per 29 december 2008 | Association of Tennis Professionals (ATP) Top 20 herenenkel per 29 december 2008 | Association of Tennis Professionals (ATP) Top 20 herenenkel per 29 december 2008 | Association of Tennis Professionals (ATP) Top 20 herenenkel per 29 december 2008 |
| #                                                                                | Speler                                                                           | Punten                                                                           | Punten (x2)                                                                      | Toernooien gespeeld                                                              |
| -------------------------------------------------------------------------------- | -------------------------------------------------------------------------------- | -------------------------------------------------------------------------------- | -------------------------------------------------------------------------------- | -------------------------------------------------------------------------------- |
| 1                                                                                | Rafael Nadal                                                                     | 6.675                                                                            | 13.350                                                                           | 19                                                                               |
| 2                                                                                | Roger Federer                                                                    | 5.305                                                                            | 10.610                                                                           | 19                                                                               |
| 3                                                                                | Novak Đoković                                                                    | 5.295                                                                            | 10.590                                                                           | 19                                                                               |
| 4                                                                                | Andy Murray                                                                      | 3.720                                                                            | 7.440                                                                            | 23                                                                               |
| 5                                                                                | Nikolaj Davydenko                                                                | 2.715                                                                            | 5.430                                                                            | 23                                                                               |
| 6                                                                                | Jo-Wilfried Tsonga                                                               | 2.050                                                                            | 4.100                                                                            | 21                                                                               |
| 7                                                                                | Gilles Simon                                                                     | 1.980                                                                            | 3.960                                                                            | 29                                                                               |
| 8                                                                                | Andy Roddick                                                                     | 1.970                                                                            | 3.940                                                                            | 23                                                                               |
| 9                                                                                | Juan Martín del Potro                                                            | 1.945                                                                            | 3.890                                                                            | 22                                                                               |
| 10                                                                               | James Blake                                                                      | 1.775                                                                            | 3.550                                                                            | 23                                                                               |
| 11                                                                               | David Nalbandian                                                                 | 1.725                                                                            | 3.500                                                                            | 20                                                                               |
| 12                                                                               | David Ferrer                                                                     | 1.695                                                                            | 3.390                                                                            | 24                                                                               |
| 13                                                                               | Stanislas Wawrinka                                                               | 1.510                                                                            | 3.020                                                                            | 22                                                                               |
| 14                                                                               | Gaël Monfils                                                                     | 1.475                                                                            | 2.950                                                                            | 21                                                                               |
| 15                                                                               | Fernando González                                                                | 1.420                                                                            | 2.840                                                                            | 22                                                                               |
| 16                                                                               | Fernando Verdasco                                                                | 1.415                                                                            | 2.830                                                                            | 28                                                                               |
| 17                                                                               | Robin Söderling                                                                  | 1.325                                                                            | 2.650                                                                            | 23                                                                               |
| 18                                                                               | Nicolás Almagro                                                                  | 1.270                                                                            | 2.540                                                                            | 23                                                                               |
| 19                                                                               | Igor Andrejev                                                                    | 1.245                                                                            | 2.490                                                                            | 30                                                                               |
| 20                                                                               | Tomáš Berdych                                                                    | 1.215                                                                            | 2.430                                                                            | 24                                                                               |

#### Eind van het seizoen
| Association of Tennis Professionals (ATP) Top 20 herenenkel per 28 december 2009 | Association of Tennis Professionals (ATP) Top 20 herenenkel per 28 december 2009 | Association of Tennis Professionals (ATP) Top 20 herenenkel per 28 december 2009 | Association of Tennis Professionals (ATP) Top 20 herenenkel per 28 december 2009 | Association of Tennis Professionals (ATP) Top 20 herenenkel per 28 december 2009 |
| #                                                                                | Speler                                                                           | Punten                                                                           | Toernooien gespeeld                                                              |                                                                                  |
| -------------------------------------------------------------------------------- | -------------------------------------------------------------------------------- | -------------------------------------------------------------------------------- | -------------------------------------------------------------------------------- | -------------------------------------------------------------------------------- |
| 1                                                                                | Roger Federer                                                                    | 10.550                                                                           | 19                                                                               |                                                                                  |
| 2                                                                                | Rafael Nadal                                                                     | 9.205                                                                            | 19                                                                               |                                                                                  |
| 3                                                                                | Novak Đoković                                                                    | 8.310                                                                            | 23                                                                               |                                                                                  |
| 4                                                                                | Andy Murray                                                                      | 7.030                                                                            | 19                                                                               |                                                                                  |
| 5                                                                                | Juan Martín del Potro                                                            | 6.785                                                                            | 22                                                                               |                                                                                  |
| 6                                                                                | Nikolaj Davydenko                                                                | 4.930                                                                            | 26                                                                               |                                                                                  |
| 7                                                                                | Andy Roddick                                                                     | 4.410                                                                            | 20                                                                               |                                                                                  |
| 8                                                                                | Robin Söderling                                                                  | 3.410                                                                            | 27                                                                               |                                                                                  |
| 9                                                                                | Fernando Verdasco                                                                | 3.300                                                                            | 24                                                                               |                                                                                  |
| 10                                                                               | Jo-Wilfried Tsonga                                                               | 2.875                                                                            | 26                                                                               |                                                                                  |
| 11                                                                               | Fernando González                                                                | 2.870                                                                            | 18                                                                               |                                                                                  |
| 12                                                                               | Radek Štěpánek                                                                   | 2.625                                                                            | 23                                                                               |                                                                                  |
| 13                                                                               | Gaël Monfils                                                                     | 2.610                                                                            | 24                                                                               |                                                                                  |
| 14                                                                               | Marin Čilić                                                                      | 2.430                                                                            | 23                                                                               |                                                                                  |
| 15                                                                               | Gilles Simon                                                                     | 2.275                                                                            | 27                                                                               |                                                                                  |
| 16                                                                               | Tommy Robredo                                                                    | 2.175                                                                            | 27                                                                               |                                                                                  |
| 17                                                                               | David Ferrer                                                                     | 1.870                                                                            | 26                                                                               |                                                                                  |
| 18                                                                               | Tommy Haas                                                                       | 1.855                                                                            | 19                                                                               |                                                                                  |
| 19                                                                               | Michail Joezjny                                                                  | 1.690                                                                            | 31                                                                               |                                                                                  |
| 20                                                                               | Tomáš Berdych                                                                    | 1.655                                                                            | 28                                                                               |                                                                                  |

## Statistieken enkelspel
| Speler                 | Grand Slam | Grand Slam | ATP 1000* | ATP 1000* | ATP 500 | ATP 500 | ATP 250 | ATP 250 | Gewonnen toernooien |
| Speler                 | Winst      | R-up       | Winst     | R-up      | Winst   | R-up    | Winst   | R-up    | Gewonnen toernooien |
| ---------------------- | ---------- | ---------- | --------- | --------- | ------- | ------- | ------- | ------- | ------------------- |
| Roger Federer          | 2          | 2          | 2         |           |         | 1       |         |         | 4                   |
| Rafael Nadal           | 1          |            | 3         | 2         | 1       | 1       |         |         | 5                   |
| Juan Martín del Potro  | 1          |            |           | 2         | 1       |         | 1       |         | 3                   |
| Andy Roddick           |            | 1          |           |           | 1       | 1       |         | 1       | 1                   |
| Robin Söderling        |            | 1          |           |           |         |         | 1       |         | 1                   |
| Andy Murray            |            |            | 2         | 1         | 2       |         | 2       |         | 6                   |
| Nikolaj Davydenko      |            |            | 2         |           | 1       |         | 2       |         | 5                   |
| Novak Đoković          |            |            | 1         | 4         | 3       |         | 1       | 1       | 5                   |
| Gaël Monfils           |            |            |           | 1         |         | 1       | 1       |         | 1                   |
| Jo-Wilfried Tsonga     |            |            |           |           | 1       |         | 2       |         | 3                   |
| Nicolás Almagro        |            |            |           |           | 1       |         |         |         | 1                   |
| Michail Joezjny        |            |            |           |           |         | 2       | 1       | 1       | 1                   |
| David Ferrer           |            |            |           |           |         | 2       |         |         | 0                   |
| Radek Štěpánek         |            |            |           |           |         | 1       | 2       |         | 2                   |
| Marin Čilić            |            |            |           |           |         | 1       | 2       |         | 2                   |
| Paul-Henri Mathieu     |            |            |           |           |         | 1       |         |         | 0                   |
| Tommy Robredo          |            |            |           |           |         |         | 2       |         | 2                   |
| Albert Montañés        |            |            |           |           |         |         | 2       |         | 2                   |
| Sam Querrey            |            |            |           |           |         |         | 1       | 4       | 1                   |
| Fernando Verdasco      |            |            |           |           |         |         | 1       | 2       | 1                   |
| Mardy Fish             |            |            |           |           |         |         | 1       | 1       | 1                   |
| Jérémy Chardy          |            |            |           |           |         |         | 1       | 1       | 1                   |
| Juan Carlos Ferrero    |            |            |           |           |         |         | 1       | 1       | 1                   |
| David Nalbandian       |            |            |           |           |         |         | 1       |         | 1                   |
| Fernando González      |            |            |           |           |         |         | 1       |         | 1                   |
| Lleyton Hewitt         |            |            |           |           |         |         | 1       |         | 1                   |
| Tomáš Berdych          |            |            |           |           |         |         | 1       |         | 1                   |
| Guillermo García López |            |            |           |           |         |         | 1       |         | 1                   |
| Tommy Haas             |            |            |           |           |         |         | 1       |         | 1                   |
| Dmitri Toersoenov      |            |            |           |           |         |         | 1       |         | 1                   |
| Benjamin Becker        |            |            |           |           |         |         | 1       |         | 1                   |
| Rajeev Ram             |            |            |           |           |         |         | 1       |         | 1                   |
| Robby Ginepri          |            |            |           |           |         |         | 1       |         | 1                   |
| Thomaz Bellucci        |            |            |           |           |         |         | 1       |         | 1                   |
| Gilles Simon           |            |            |           |           |         |         | 1       |         | 1                   |
| Marcos Baghdatis       |            |            |           |           |         |         | 1       |         | 1                   |
| Juan Mónaco            |            |            |           |           |         |         |         | 3       | 0                   |
| James Blake            |            |            |           |           |         |         |         | 2       | 0                   |
| Somdev Devvarman       |            |            |           |           |         |         |         | 1       | 0                   |
| Jarkko Nieminen        |            |            |           |           |         |         |         | 1       | 0                   |
| José Acasuso           |            |            |           |           |         |         |         | 1       | 0                   |
| Mario Ančić            |            |            |           |           |         |         |         | 1       | 0                   |
| Thomaz Bellucci        |            |            |           |           |         |         |         | 1       | 0                   |
| Michaël Llodra         |            |            |           |           |         |         |         | 1       | 0                   |
| Evgeny Korolev         |            |            |           |           |         |         |         | 1       | 0                   |
| Wayne Odesnik          |            |            |           |           |         |         |         | 1       | 0                   |
| Florent Serra          |            |            |           |           |         |         |         | 1       | 0                   |
| Łukasz Kubot           |            |            |           |           |         |         |         | 1       | 0                   |
| Julien Benneteau       |            |            |           |           |         |         |         | 1       | 0                   |
| Frank Dancevic         |            |            |           |           |         |         |         | 1       | 0                   |
| Raemon Sluiter         |            |            |           |           |         |         |         | 1       | 0                   |
| Victor Hănescu         |            |            |           |           |         |         |         | 1       | 0                   |
| Carsten Ball           |            |            |           |           |         |         |         | 1       | 0                   |
| Andreas Beck           |            |            |           |           |         |         |         | 1       | 0                   |
| Philipp Kohlschreiber  |            |            |           |           |         |         |         | 1       | 0                   |
| Viktor Troicki         |            |            |           |           |         |         |         | 1       | 0                   |

* inclusief de ATP World Tour Finals

## Resultaten op grandslamtoernooien en ATP 1000-toernooien
Onderstaand overzicht laat de resultaten van de spelers zien die gedurende het seizoen 2009 in de top 10 hebben gestaan of minimaal een halve finale gehaald hebben in een groot toernooi.
| Speler                | Grandslamtoernooien | Grandslamtoernooien | Grandslamtoernooien | Grandslamtoernooien |  | ATP 1000 | ATP 1000 | ATP 1000 | ATP 1000 | ATP 1000 | ATP 1000 | ATP 1000 | ATP 1000 | ATP 1000 |
| Speler                | AO                  | RG                  | Wim                 | US                  |  | IW       | Mia      | MC       | Rom      | Mad      | Mon      | Cin      | Sha      | Par      |
| --------------------- | ------------------- | ------------------- | ------------------- | ------------------- |  | -------- | -------- | -------- | -------- | -------- | -------- | -------- | -------- | -------- |
| Rafael Nadal          | W                   | 4R                  | –                   | HF                  |  | W        | KF       | W        | W        | F        | KF       | HF       | F        | HF       |
| Roger Federer         | F                   | W                   | W                   | F                   |  | HF       | HF       | 3R       | HF       | W        | KF       | W        | –        | 2R       |
| Novak Đoković         | KF                  | 3R                  | KF                  | HF                  |  | KF       | F        | F        | F        | HF       | KF       | F        | HF       | W        |
| Andy Murray           | 4R                  | KF                  | HF                  | 4R                  |  | F        | W        | HF       | 2R       | KF       | W        | HF       | –        | 3R       |
| Nikolaj Davydenko     | –                   | KF                  | 3R                  | 4R                  |  | –        | –        | KF       | 2R       | 3R       | KF       | 3R       | W        | 3R       |
| Andy Roddick          | HF                  | 4R                  | F                   | 3R                  |  | HF       | KF       | –        | –        | KF       | HF       | 2R       | 2R       | –        |
| Jo-Wilfried Tsonga    | KF                  | 4R                  | 3R                  | 4R                  |  | 3R       | KF       | –        | 1R       | 2R       | HF       | 2R       | 3R       | KF       |
| Juan Martín del Potro | KF                  | HF                  | 2R                  | W                   |  | KF       | HF       | 2R       | KF       | HF       | F        | –        | 2R       | KF       |
| Gilles Simon          | KF                  | 3R                  | 4R                  | 3R                  |  | 3R       | 4R       | 2R       | KF       | 3R       | 3R       | KF       | KF       | 3R       |
| James Blake           | 4R                  | 1R                  | 1R                  | 3R                  |  | 3R       | 3R       | –        | 1R       | 3R       | –        | 1R       | 2R       | 2R       |
| Fernando Verdasco     | HF                  | 4R                  | 4R                  | KF                  |  | KF       | KF       | KF       | KF       | KF       | 3R       | 1R       | 2R       | 3R       |
| David Nalbandian      | 2R                  | –                   | –                   | –                   |  | 4R       | 2R       | 3R       | –        | –        | –        | –        | –        | –        |
| Gaël Monfils          | 4R                  | KF                  | –                   | 4R                  |  | 2R       | 4R       | 1R       | –        | –        | 2R       | 1R       | 3R       | F        |
| Fernando González     | 4R                  | HF                  | 3R                  | KF                  |  | 4R       | 3R       | –        | HF       | –        | 3R       | 1R       | 3R       | 3R       |
| Robin Söderling       | 2R                  | F                   | 4R                  | KF                  |  | 2R       | 2R       | 1R       | 3R       | 2R       | –        | 1R       | KF       | KF       |
| Stanislas Wawrinka    | 3R                  | 3R                  | 4R                  | 1R                  |  | 4R       | 4R       | HF       | 3R       | 3R       | 3R       | 1R       | 3R       | 1R       |
| Tommy Haas            | 3R                  | 4R                  | HF                  | 3R                  |  | 3R       | 1R       | –        | –        | 2R       | 2R       | 1R       | 2R       | 2R       |
| Feliciano López       | 1R                  | 2R                  | 1R                  | 1R                  |  | 1R       | 3R       | 1R       | 2R       | 1R       | 1R       | 1R       | HF       | 1R       |
| Radek Štěpánek        | 3R                  | 3R                  | 4R                  | 4R                  |  | 2R       | 4R       | 1R       | 3R       | 1R       | 1R       | 3R       | KF       | HF       |